# Emilio Bodrero
Emilio Bodrero (* 3. April 1874 in Rom; † 29. November 1949 ebenda) war ein italienischer Professor der Philosophie, Politiker und seit 1940 Professor für die Geschichte und Lehre des Faschismus an der Universität Rom. Bodrero gilt neben Giovanni Gentile als der philosophische Begründer des Faschismus.
1895 schloss er sein Jura-Studium ab und trat in die Staatsverwaltung als Angestellter der Corte dei conti ein. 1900 schloss er ein zusätzliches Philosophie-Studium ab und das Jahr darauf eines im Bereich der Humanwissenschaften. Sein Interesse galt vor allem der vorsokratischen Philosophie, insbesondere Empedokles, Heraklit und Protagoras. Seit 1914 unterrichtete er Philosophie als Privatdozent, im Jahr darauf gewann er die Ausschreibung für einen Lehrstuhl in Messina. Von 1916 bis 1940 war er Professor an der Universität Padua, die er als Rektor im Studienjahr 1926/27 leitete. 1940 wechselte er an die Universität Rom als Professor für Storia e dottrina del fascismo (Geschichte und Doktrin des Faschismus), was am 1. Dezember 1943 zu Storia moderna geändert wurde. Zudem übersetzte er die Schriften Lukians von Samosata.
Bodrero war auch an verschiedenen Zeitschriftenprojekten beteiligt: So arbeitete er seit 1903 bei Il Regno mit, gründete im Januar 1909 gemeinsam mit Giulio De Frenzi, Maurizio Maraviglia, Vincenzo Picardi, Ercole Rivalta und Franco Savorgnan die Zeitschrift Il Carroccio. Ab 1914 verfasste er Beiträge für die Mailänder Zeitschrift Azione, die national-liberal ausgerichtet war. 1915 meldete er sich freiwillig zum Kriegsdienst, in welchem er zum Capitano aufstieg und vielfach ausgezeichnet wurde.
1921, ein Jahr vor der Machtübernahme der Faschisten, sprach er sich in der Zeitschrift Idea nazionale für eine Vereinigung der Nationalen und Faschisten aus.
1924 zog er als Abgeordneter der Faschistischen Partei sowohl in der 27. als auch in der 28. Legislaturperiode in die  Abgeordnetenkammer ein. Zehn Jahre später, am 1. März 1934 wurde er Senator. Er hatte verschiedene wichtige Positionen inne, z. B. die des Unterstaatssekretärs für Erziehung unter dem Minister Pietro Fedele (November 1926 bis Juli 1928), nochmals kurzzeitig von Februar bis Mai 1941 unter Giuseppe Bottai, Vizepräsident des italienischen Abgeordnetenhauses (November 1929 bis Dezember 1933), Präsident der Vereinigung der Freien Berufe und Künstler (November 1930 bis Dezember 1933). Nach dem Rücktritt Gentiles 1931 wurde Bodrero Präsident der Opera Montessori Nazionale.

## Werk
- 1905 Il principio fondamentale del sistema di Empedocle
- 1910 Empedocle
- 1914 Protagora